# دارم بن مالك التميمي
دَارِمُ بْنُ مَالِكٍ بْنِ حَنْظَلَةَ التَّمِيمِي جد جاهلي من بني تميم، واسمه بحر، ولقبه دارم، فطغت شهرت لقبه على اسمه. «وكان بيت مضر وضرب عليهم القبة الحمراء، وهي قبة مضر الحمراء، وبها سميت مضر الحمراء؛ فلما مات صارت إلى ابنه عبدالله بن دارم». وكان دارم سيد بني تميم.

## نسبه
هو: دارم بن مالك بن حنظلة بن مالك بن زيد مناة بن تميم بن مر بن إد بن طابخة بن إلياس بن مضر بن نزار بن معد بن عدنان من ذرية إسماعيل بن إبراهيم عليهما السلام
وكان دارم يسمى بحرا وذلك أن أباه مالك أتاه قوم في حملة فقال له: يا بحر ائتني بخريطة كان فيها مال فجاءه وهو يدرم تحتها، أي يقارب الخطا من ثقلها فسمي دارما.
أمه: ابنة الأحب بن مالك بن عدي بن مراغم بن سعد اللّٰه بن فران بن بلي بن عمرو بن الحاف بن قضاعة.

## زوجاته وذريته
وكان لدارم بن مالك عشرة أولاد من عدة زوجات وهم:
- ماوية بنت ظالم بن دنين بن سعد بن أشرس بن زيد بن عمرو بن تميم، وأنجبت له:
  - عبدالله ابن دارم
  - مجاشع ابن دارم
  - سدوس ابن دارم
  - خيبري ابن دارم
- رقاش بنت شهبرة بن قيس بن مالك بن زيد مناة بن تميم، وأنجبت له:
  - نهشل ابن دارم
  - جرير ابن دارم
- هند بنت الحارث بن تيم الله بن ثعلبة بن عكابة بن صعب بن علي بن بكر بن وائل، وأنجبت له:
  - أبان ابن دارم
  - شيطان ابن دارم
  - جوّال ابن دارم
- ليلى بنت لأي بن عبد مناف بن الحارث بن سعد هذيم بن زيد بن ليث بن سود بن أسلم بن الحاف بن قضاعة، وأنجبت له:
  - مناف ابن دارم